# Woodanilling
Woodanilling is een plaats in de regio Great Southern in West-Australië. Het ligt 254 kilometer ten oosten van Perth, 24 kilometer ten noordwesten van Katanning en 30 kilometer ten zuiden van Wagin. In 2021 telde Woodanilling 207 inwoners tegenover 399 in 2006.

## Geschiedenis
De oorspronkelijke bewoners van de streek bij aanvang van de Europese kolonisatie waren de Wiilman Nyungah Aborigines.
Kapitein Thomas Bannister was de eerste Europeaan die de streek aandeed, tijdens de eerste expeditie over land van Perth naar King George Sound in 1830-31. Gouverneur James Stirling bezocht de streek samen met landmeter-generaal John Septimus Roe in 1835 en nog eens in 1837 met Alfred Hillman. In 1843 bezochten Henry Landor en Henry Maxwell Lefroy de streek op zoek naar een grote inlandse zee. Met behulp van aboriginesgidsen vonden ze op 40 kilometer van het latere Woodanilling een meer dat door de Aborigines Dambeling werd genoemd. De vroege kolonisten verbasterden de naam tot Dumbleyung.
Door de aanleg van de weg tussen Perth en Albany in de jaren 1850 werden pastoralisten naar de streek aangetrokken. Ze namen er pastorale leases op die ze beheerden vanuit hun thuishavens zoals York. Elijah Quartermaine was een van de eersten die rond 1850-51 schapen hield in de streek. In 1852 nam Edward Hammersley er een 40 km² grote lease op. De streek was rijk aan sandelhout. Het werd door de eerst kolonisten geoogst en verhandeld om hun boerderijen met de opbrengst te ontwikkelen.
In 1889 werd de Great Southern Railway geopend. Er werd een nevenspoor aangelegd aan een waterplas die Round Pool werd genoemd. In februari 1892 werd Woodanilling officieel gesticht. Het werd naar de bron genoemd die Round Pool van water voorzag. In 1874 werd de naam van de bron ook aan de waterplas gegeven. De naam is van oorsprong aborigines maar het is niet zeker wat de betekenis ervan is. Vermoedelijk betekende het "plaats waar de bronsgevleugelde duif nestelt" of "veel voornen".
In 1897 werd de dorpskern vergroot en in 1898-99 steeg de bevolking van Woodanilling. Op 16 april 1902 werd de Agricultural Hall geopend. Tegen 1906 leefden er ongeveer 800 mensen in de streek en werd de Woodanilling Road Board gesticht. Het dorp had een hoefsmid, een wagenmaker, vijf winkels, een postkantoor, een hotel, banken, een school, een bakkerij, een barbier en een spoorwegstation. Tot in 1908 werden in de Agricultural Hall misvieringen gehouden waarna ze door gingen in een in dat jaar gebouwde kerk. In 1918 werd een hospitaal gebouwd. Het bleef als hospitaal in gebruik tot in 1937. In 1922 werd een Town Hall gebouwd die de Agricultural Hall verving.
In 1949 brandde de school af en werd beslist een nieuwe basisschool te bouwen. Oudere kinderen dienden naar Katanning te pendelen om les te volgen.
De instorting van de prijzen voor landbouwproducten tijdens de crisis van de jaren 30, het doodbloeden van de sandelhoutindustrie en het samenvoegen van landbouwbedrijven leidden er toe dat het bevolkingsaantal in de streek langzaamaan afnam en Woodanilling aan belang verloor. In 1984 leefden er nog ongeveer 470 mensen.

## Beschrijving
Woodanilling is het administratieve en dienstencentrum voor het landbouwdistrict Shire of Woodanilling. Het is een verzamel- en ophaalpunt voor de oogst van de graanproducenten uit de streek die bij de Co-operative Bulk Handling Group aangesloten zijn.

## Bezienswaardigheden
- Queerearrup Lake, een zoutmeer
- Martup Pool & Wingedyne Nature Reserve, picknick-plaats met rondom de plaatselijke fauna en flora
- King Rock, picknick-plaats met rondom de plaatselijke fauna en flora en een panoramisch uitzicht[12]
- Woodanilling Heritage Walk, een erfgoedwandeling door het dorp met informatieborden
- Woodanilling Pioneer Heritage Trail, een toeristische autoroute langs historische plaatsen in het district
- Woodanilling Tavern, het meer dan 100 jaar oude hotel
- Richardson’s Store, een gerenoveerde winkel uit 1905 die nu dienst doet als mannenclub
- een 300 jaar oude, 34 meter hoge Eucalyptus salmonophloia (En: Salmon Gum)
- Woodanilling Baptist Church, historisch kerkje uit 1908[13]

## Transport
Woodanilling ligt langs de Great Southern Railway en de Great Southern Highway. Over de spoorweg rijden enkel goederentreinen. De GS2-busdienst van Transwa tussen Perth en Albany houdt enkele keren per week halt in Woodanilling.

## Klimaat
Woodanilling kent een gematigd mediterraan klimaat, Csb volgens de klimaatclassificatie van Köppen. De gemiddelde jaarlijkse temperatuur bedraagt 15,6 °C. De gemiddelde jaarlijkse neerslag ligt rond 449 mm.

## Galerij

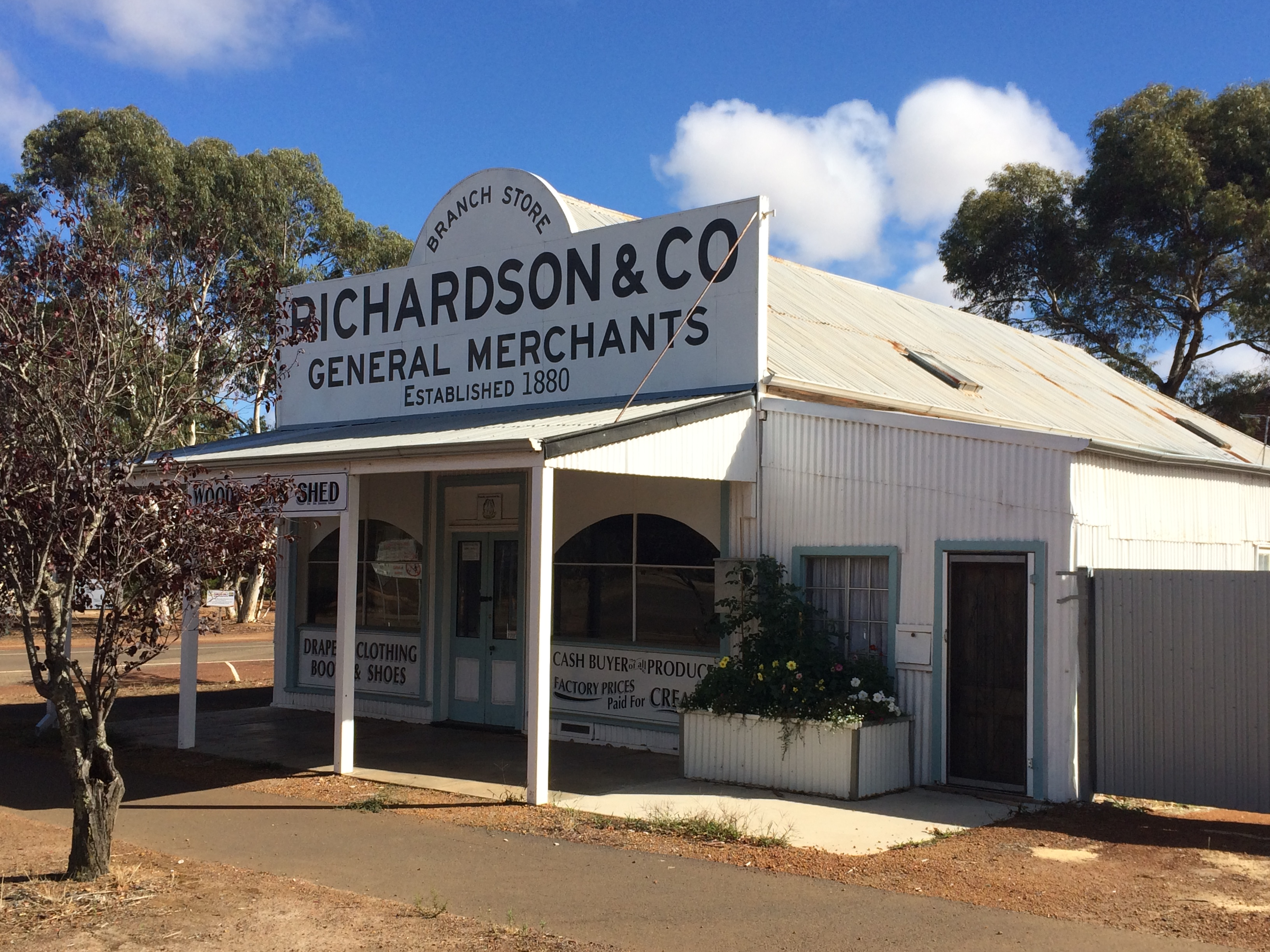
gerestaureerde winkel uit 1880
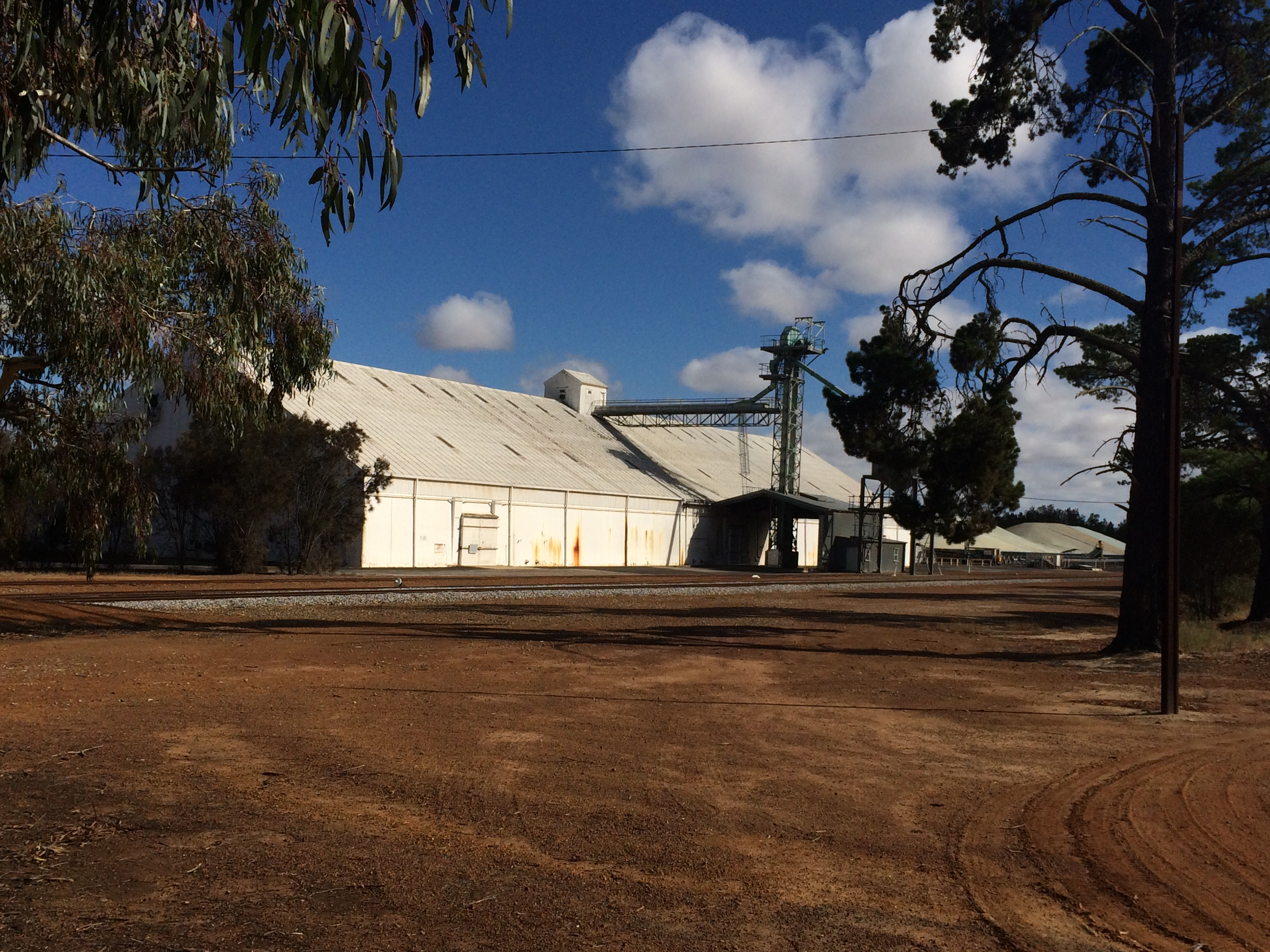
graanfaciliteiten CBH Group
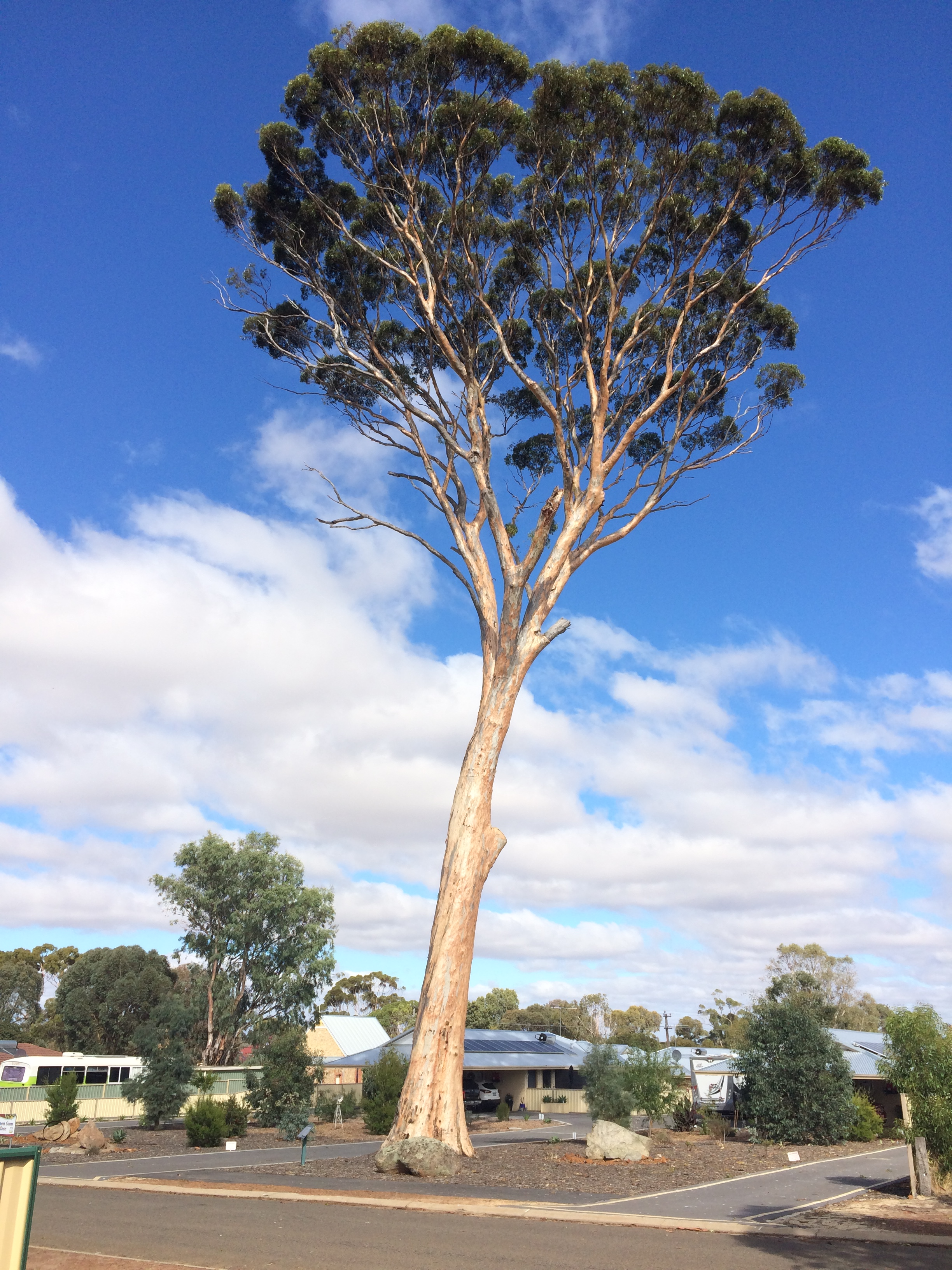
grote Salmon Gum
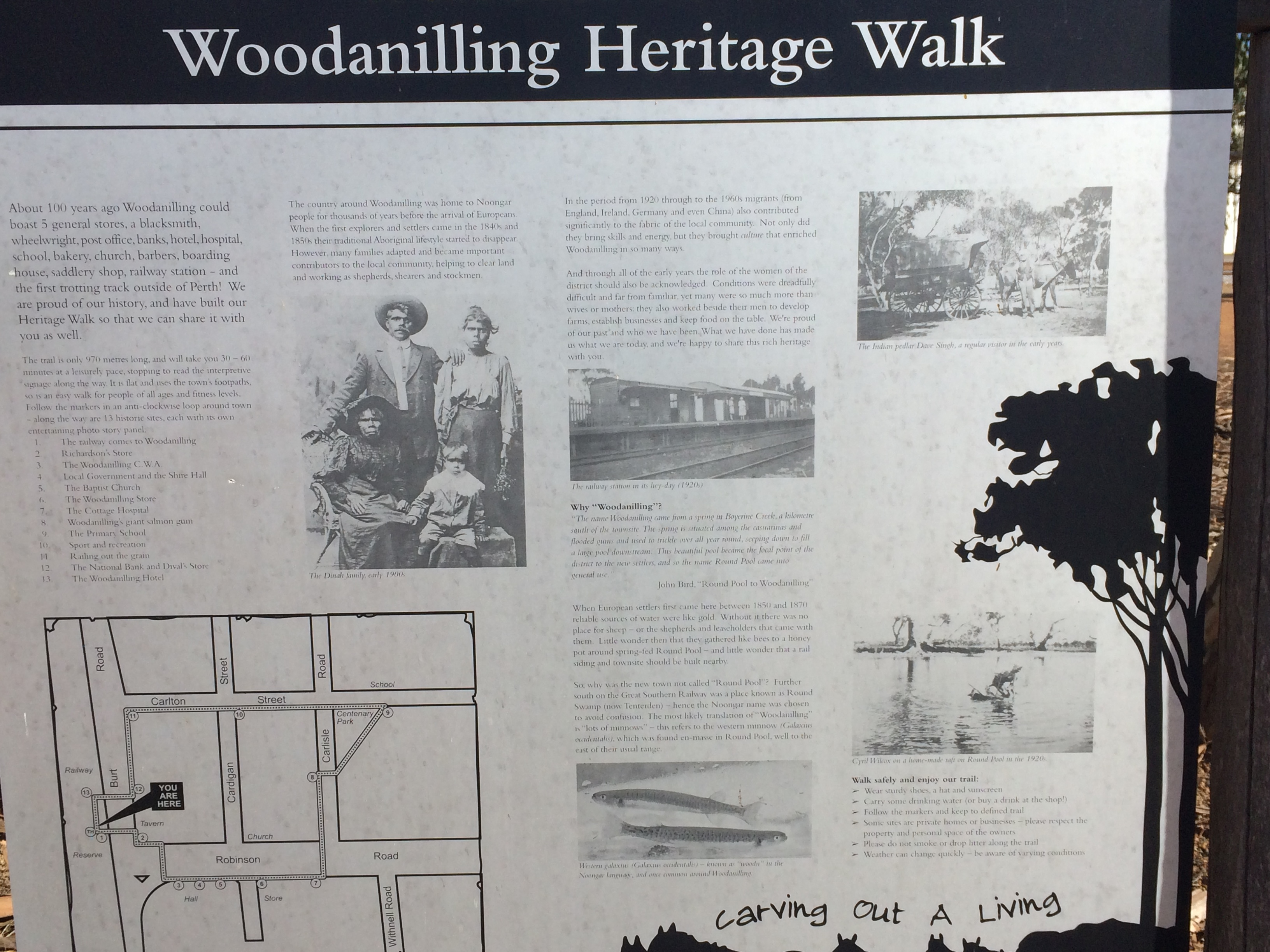
informatiebord erfgoedwandeling
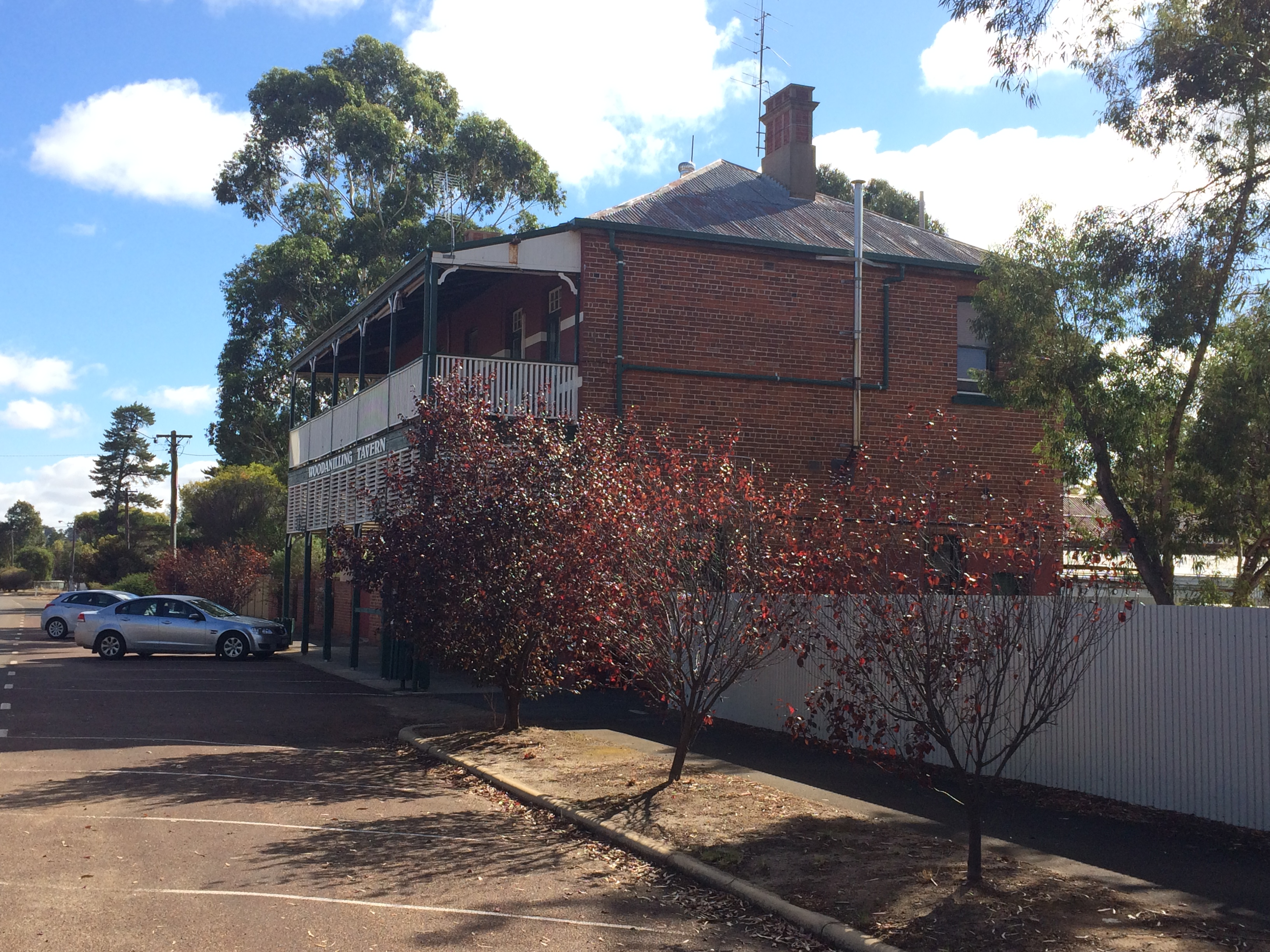
Woodanilling Hotel

Albany · Amelup · Badgebup · Borden · Bornholm · Boscabel · Bow Bridge · Boxwood Hill · Bremer Bay · Broomehill · Cartmeticup · Chinocup · Cranbrook · Denmark · Elleker · Frankland River · Gairdner · Gnowangerup · Jerramungup · Jingalup · Kalgan · Katanning · Kendenup · King River · Kojonup · Kwobrup · Little Grove · Lower King · Manypeaks · Mount Barker · Muradup · Narrikup · Needilup · Nornalup · Nyabing · Ocean Beach · Ongerup · Pingrup · Porongurup · Redmond · Tambellup · Tenterden · Torbay · Tunney · Wellstead · Woodanilling